# Thorleif Hansen
Erik Thorleif Hansen, més conegut com a Thorleif Hansen   (Upplands Väsby, 5 d'octubre de 1948) i escrit sovint Torleif Hansen, és un expilot de motocròs suec. Durant la dècada del 1970, com a pilot oficial de Kawasaki, va ser un dels màxims aspirants al títol de Campió del Món de motocròs en 250cc, per bé que mai no el va aconseguir. Va assolir-ne, però, el Subcampionat el 1978 rere Guennadi Moisséiev. A banda, guanyà sis anys el Campionat de Suècia. Durant la seva etapa a l'elit mundial, el seu lema era: «El més important no és pas lluitar bé sinó guanyar, i guanyar en gran!».

## Biografia
Des de ben jove, Hansen va agafar interès pel motocròs, però no va començar a competir fins als divuit anys, el 1966. En només unes poques curses, va passar de la categoria júnior a la sènior. Durant les seves primeres temporades, es finançava ell sol la seva afició, fins que va aconseguir que els seus pares li donessin prou diners per a comprar-se una Husqvarna.
El 1968, quan portava poc més de dos anys competint, Hansen es va lesionar en una caiguda i es va perdre la resta de la temporada. L'any següent, tot just acabat de recuperat, es va estavellar contra un arbre en una cursa internacional a Marche-en-Famenne, Bèlgica, amb el resultat d'una cama trencada i la temporada de 1969 esvanida. De nou recuperat, el 1970 va protagonitzar una de les seves curses més memorables al Gran Premi de França, sobre un circuit dur i polsegós, amb visibilitat quasi nul·la. Tant ell com el txec Miroslav Halm en van guanyar una mànega, de manera que el resultat final es decidí pel còmput de temps global i aquest fou favorable a Hansen.
El 1972, Kawasaki fitxà Olle Pettersson, procedent de Suzuki, amb la missió de desenvolupar la seva moto de 250 cc i competir-hi al mundial de motocròs. Un any després, el 1973, Kawasaki fitxà Thorleif Hansen com a reforç del seu equip. Amb els anys, Hansen acabà esdevenint un dels pilots més carismàtics de la marca de Kobe i aconseguí un gran protagonisme al mundial. Fou amb la verda Kawasaki que el suec arribà a ser subcampió del món el 1978.

### Retirada
Ja retirat de la competició d'alt nivell, Hansen va competir durant uns anys en campionats per a veterans, enquadrat al Upplands Motor Club. El 2008, un mes després d'haver fet seixanta anys, Hansen va anar als EUA per a participar al campionat del món de motocròs per a veterans, que se celebrava al circuit de Glen Helen (San Bernardino, Califòrnia). A la categoria de seixanta anys o més, el suec va aconseguir la victòria i el seu llargament esperat títol mundial.
Thorleif Hansen ha estat tècnic i pilot de proves a la fàbrica de suspensions Öhlins, ben a prop de casa seva. També ha fet de comentarista de motocròs al canal Eurosport durant anys.

## Palmarès
| Any          | Motocicleta  | Mundial 250cc | C. Suècia |
| ------------ | ------------ | ------------- | --------- |
| 1968         | Husqvarna    | 22è           |           |
| 1969         | Husqvarna    | -             |           |
| 1970         | Husqvarna    | 8è            |           |
| 1971         | Husqvarna    | 12è           |           |
| 1972         | Husqvarna    | 18è           |           |
| 1973         | Kawasaki     | 4t            | 1r        |
| 1974         | Kawasaki     | 4t            |           |
| 1975         | Kawasaki     | 10è           | 1r        |
| 1976         | Kawasaki     | 6è            | 1r        |
| 1977         | Kawasaki     | 10è           | 1r        |
| 1978         | Kawasaki     | 2n            | 1r        |
|              |              |               |           |
| 1982         | Yamaha       | 22è           | 1r        |
| 1983         | Yamaha       | 10è           |           |
| Total títols | Total títols | 0             | 6         |

Altres
- 1 Campionat del món de motocròs per a veterans majors de 60 (2008)